# 신우덕
신우덕(申祐德, 1581년~1653년)은 조선 후기의 유학자이다. 여헌 장현광(張顯光) 문하에서 천인성명(天人性命)의 학문을 연구하며, 여러 차례 향시(鄕試)에 합격했지만 벼슬에 나가지 않고 학문 연구에 전념했다. 사후에는 호조참판에 증직되고 곤산서원(崑山書院)에 배향되었다. 사시(私諡)는 진정(眞靜)이다. 증 호조참판에 추증되었다.

## 저작
- 眞靜遺稿